# Cinq Femmes autour d'Utamaro
Pour plus de détails, voir Fiche technique et Distribution.
Cinq Femmes autour d'Utamaro (歌麿をめぐる五人の女, Utamaro o meguru gonin no onna) est un film japonais de Kenji Mizoguchi sorti en 1946.

## Synopsis
La vie et la mort du peintre et graveur Utamaro Kitagawa.

## Fiche technique

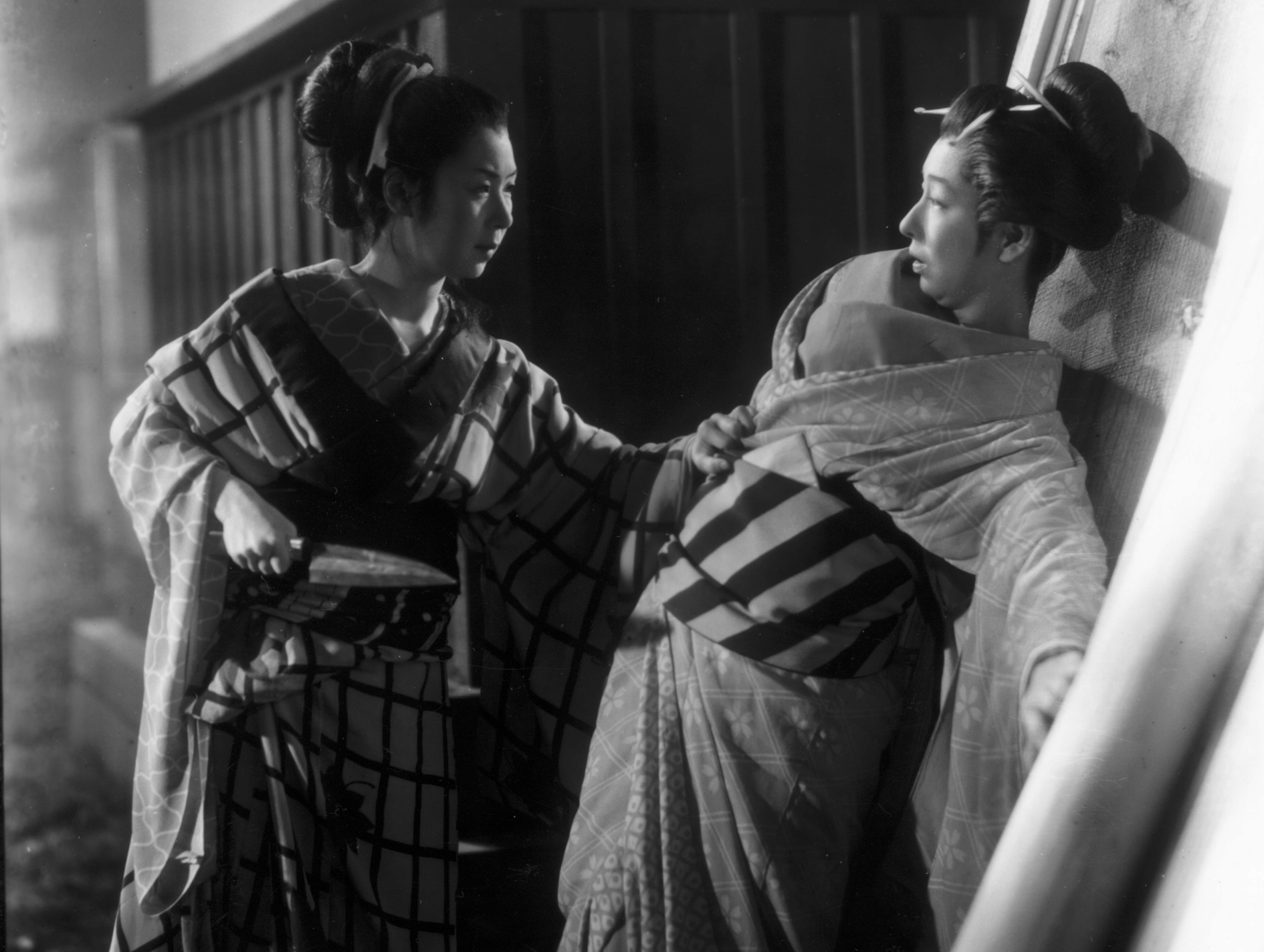
Kinuyo Tanaka et Toshiko Iizuka dans Cinq Femmes autour d'Utamaro.

- Titre : Cinq Femmes autour d'Utamaro
- Titre original : 歌麿をめぐる五人の女 (Utamaro o meguru gonin no onna?)
- Réalisation : Kenji Mizoguchi
- Scénario : Yoshikata Yoda et Kanji Kunieda
- Photographie : Minoru Miki
- Montage : Shintarō Miyamoto
- Production : Masaichi Nagata
- Société de production : Shōchiku
- Musique : Tamezō Mochizuki et Hisato Ōzawa
- Pays d'origine :  Empire du Japon
- Langue originale : japonais
- Format : noir et blanc - 1,37:1 - Mono
- Genre : drame
- Durée : 95 minutes
- Date de sortie : 
  - Empire du Japon : 15 décembre 1946[1]

## Distribution
- Minosuke Bandō : Utamaro
- Kinuyo Tanaka : Okita
- Kōtarō Bandō : Seinosuke
- Hiroko Kawasaki : Oran
- Toshiko Iizuka : Takasode
- Eiko Ōhara : Yukie
- Shōtarō Nakamura : Shozaburo
- Kiniko Shiratao : Oshin
- Minpei Tomimoto : Takemaro
- Kyōko Kusajima : Oman